# Diocese de Rockville Centre
A Diocese de Rockville Centre (Dioececis Petropolitana in Insula Longa) é uma circunscrição eclesiástica da Igreja Católica sediada em Rockville Centre, localizada no estado norte-americano de New York. Abrange os condados de Nassau e Suffolk, que se encontram na região de Long Island. Foi erigida em 6 de abril de 1957, por meio da bula Dum hodierni do Papa Pio XII, sendo desmembrada da Diocese do Brooklyn, tornando-se sufragânea da Arquidiocese de New York. Seu atual bispo é William Francis Murphy que governa a diocese desde 2001 e sua sé episcopal é a Catedral de Santa Inês.
Possui 133 paróquias assistidas por 386 sacerdotes e cerca de 49,3% da população jurisdicionada é batizada.

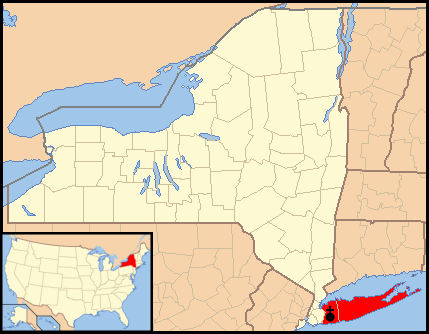
Área territorial da Diocese de Rockville Centre

## Prelados
|                   | Nome                         | Período    | Notas                                 |
| Bispos            | Bispos                       | Bispos     | Bispos                                |
| ----------------- | ---------------------------- | ---------- | ------------------------------------- |
| 5º                | John Oliver Barres           | 2017-atual |                                       |
| 4º                | William Murphy               | 2001–2017  |                                       |
| 3º                | James Thomas McHugh          | 2000       |                                       |
| 2º                | John Raymond McGann          | 1976–2000  |                                       |
| 1º                | Walter Philip Kellenberg     | 1957–1976  |                                       |
| Bispo-coadjutor   |                              |            |                                       |
|                   | James Thomas McHugh          | 1998-2000  |                                       |
| Bispos-auxiliares |                              |            |                                       |
|                   | Luis Miguel Romero Fernández | 2020-atual |                                       |
|                   | Robert Joseph Coyle          | 2019-atual |                                       |
|                   | Richard Garth Henning        | 2018-2022  | Nomeado Bispo coadjutor de Providence |
|                   | Andrzej Jerzy Zglejszewski   | 2014-atual |                                       |
|                   | Nelson Jesus Perez           | 2012–2017  | Nomeado Bispo de Cleveland            |
|                   | Robert John Brennan          | 2012–2019  | Nomeado Bispo de Columbus             |
|                   | John Charles Dunne           | 1988–2013  |                                       |
|                   | Paul Henry Walsh             | 2003–2012  |                                       |
|                   | Emil Aloysius Wcela          | 1988–2007  |                                       |
|                   | Gerald Augustine John Ryan   | 1977–1985  |                                       |
|                   | Alfred John Markiewicz       | 1986–1994  | Nomeado Bispo de Kalamazoo            |
|                   | Peter Anthony Libasci        | 2007–2011  | Nomeado Bispo de Manchester           |
|                   | James Joseph Daly            | 1977–1996  |                                       |
|                   | John Raymond McGann          | 1970-1976  | Elevado a Bispo                       |
|                   | Vicente John Baldwin         | 1962–1979  |                                       |